# 泥圓翅鍬形蟲
泥圓翅鍬形蟲（學名：Neolucanus  doro），大多為黑色翅鞘個體，少數有與紅圓翅顏色相近的個體(俗稱「洞口氏泥圓翅鍬形蟲」)。本種跟一般鍬形蟲一樣，是完全變態的昆蟲，本種也有著圓翅鍬形蟲當中一定要俱備的圓滑翅鞘。在1994年被《世界鍬形蟲大圖鑑》的兩位作者(水沼哲郎及永井信二)發表為台灣特有種。本種在台灣新竹縣觀霧(當地地名)地區容易發現橙色個體(洞口氏)，與紅圓翅鍬形蟲的外觀十分相近，容易使人混淆。本種體型雄蟲約23～43公釐，雌蟲則是約27～37公釐，主要生活在海拔2000公尺以下，在山區橫貫公路的路面上十分常見(夏秋)。

## 繁殖生態
本種族群數量穩定，而且是台灣少數在8～10月，也就是夏秋兩季出沒(因為其他鍬形蟲普遍是在春夏活躍)，本種大多時間都是在路面爬行，飛行記錄極少。主要吸食樹液。本種幼蟲前蛹期可長達9個月，幼生期約兩年，大致上均和紅圓翅鍬形蟲習性相同。

## 泥圓翅鍬形蟲(洞口氏亞種)
洞口氏泥圓翅鍬形蟲是泥圓翅鍬形蟲的亞種，主要棲息在台灣新竹縣觀霧地區，其特徵是擁有紅色或橙色翅鞘的紅化型個體出現比例較原名亞種來的高。 
泥圓翅鍬形蟲(洞口亞種) Neolucanus doro horaguchii Nagai, 2001 。
是由已故的世界鍬形蟲專家- 永井信二先生於2001年所發表的台灣新亞種。亞種名 horaguchil 源自長年旅居台灣的日籍昆蟲研究者 - 洞口重夫先生。
直到2022年，本種經台灣研究者林敬智研究確認是紅圓翅鍬形蟲 Neolucanus swinhoei Bates, 1866 的同物異名(synonym)。 

## 同屬鍬形蟲
- 紅圓翅鍬形蟲
- 小圓翅鍬形蟲
- 臺灣圓翅鍬形蟲
- 大圓翅鍬形蟲
- 泰雅圓翅鍬形蟲

## 資料來源
- 張永仁(並非漫畫家，這是同名的另一個張永仁)1993年《鍬形蟲54》一書
- 張永仁. . 臺灣: 遠流. 2006-06-01 [2006]. ISBN 957-325-783-1 （中文）.（繁體中文）
- 周文一. 雲橙設計有限公司（繪者） , 编. . 臺灣: 貓頭鷹. 2013-10-10 [2013]. ISBN 978-986-262-177-6 （中文）.（繁體中文）
- 黃仕傑. . 臺灣: 人類文化. 2015-01-30 [2015]. ISBN 978-986-413-801-2 （中文）.（繁體中文）
- Chih-Chen Wu .2012.Phylogeography of the Stag Beetle Neolucanus swinhoei (Coleoptera:Lucanidae) Species Complex from Taiwan.DOI:10.6342/NTU.2012.00127

- Cheng-Lung Tsai et al. 2014. Differentiation in stag beetles, Neolucanus swinhoei complex (Coleoptera: Lucanidae): Four major lineages caused by periodical Pleistocene glaciations and separation by a mountain range. Molecular Phylogenetics and Evolution 78 (2014) 245–259.

- Jing-Zhi Lin.2022. Note on Neolucanus doro horaguchii Nagai, 2001, with a new synonym from Taiwan (Coleoptera: Lucanidae). Studies and Reports Taxonomical Series 18 (2): 529 - 532.

## 外部連結
- 昆蟲類─鞘翅目 Coleoptera - 南投縣竹山鎮杉林溪自然教育中心
- 鐵甲武士
- . 台灣山林悠遊網電子報. 行政院農業委員會林務局.   [2015-08-25]. （原始内容存档于2016-03-04）.

1. ↑  .   [2023-07-27]. （原始内容存档于2023-07-27）.
2. ↑  .   [2023-07-27]. （原始内容存档于2022-10-31）.